# Paul Shipton
Paul Shipton (ur. 15 czerwca 1963 w Manchesterze) – brytyjski pisarz, twórca literatury dziecięcej.
Ukończył studia na University of Cambridge i University of Manchester. Później przez rok uczył języka angielskiego w Stambule. W 2006 za swoją powieść The Pig Who Saved the World  otrzymał trzecią nagrodę Nestle Smarties Gold Award w kategorii książek dla dzieci w wieku 9-11 lat.
Jest żonaty i ma dwie córki..

## Ważniejsze dzieła
- Zargon Zoo (1991)
- Bug Muldoon and the Garden of Fear (1995)
- Bug Muldoon and the Killer in the Rain (1995)
- The Mighty Skink (1996)
- The Pig Scrolls (2004)
- The Pig Who Saved the World (2006)
- Vampire Killer
- Titanic!